# Sceloporus tanneri
Sceloporus tanneri este o specie de șopârle din genul Sceloporus, familia Phrynosomatidae, descrisă de Worthington George Smith și Larsen 1975. Conform Catalogue of Life specia Sceloporus tanneri nu are subspecii cunoscute.